# A.R. Monex Women's Pro Cycling Team
El A.R. Monex Women's Pro Cycling Team (código UCI: MNX) fue un equipo ciclista femenino de Italia de categoría UCI Women's Continental Team, segunda categoría femenina del ciclismo en ruta a nivel mundial.

## Material ciclista
El equipo utilizaba bicicletas Kuota y componentes.

## Clasificaciones UCI
Las clasificaciones del equipo y de su ciclista más destacado son las siguientes:
| Temporada | Clasificación por equipos | Mejor corredora | Posición |
| 2016      | 21.º                      | Arianna Fidanza | 73.ª     |
| 2017      | 17.º                      | Arlenis Sierra  | 21.ª     |
| 2018      | 11.º                      | Arlenis Sierra  | 12.ª     |
| 2019      | 16.º                      | Arlenis Sierra  | 16.ª     |
| 2020      | 15.º                      | Arlenis Sierra  | 29.ª     |
| 2021      | 13.º                      | Arlenis Sierra  | 25.ª     |

## Palmarés
Para años anteriores véase: Palmarés del A.R. Monex Women's Pro Cycling Team.

### Palmarés 2021

#### UCI WorldTour Femenino
| Fechas | Carreras | Ganadora |

#### Calendario UCI Femenino
| Fechas          | Carreras                                                       | Ganadora       |
| 14 de mayo      | Clásica Féminas de Navarra                                     | Arlenis Sierra |
| 27 de agosto    | 1.ª etapa del Giro de la Toscana-Memorial Michela Fanini (CRI) | Arlenis Sierra |
| 28 de agosto    | 2.ª etapa del Giro de la Toscana-Memorial Michela Fanini       | Arlenis Sierra |
| 29 de agosto    | Giro de la Toscana-Memorial Michela Fanini                     | Arlenis Sierra |
| 8 de septiembre | 1.ª etapa del Tour Cycliste Féminin International de l'Ardèche | Arlenis Sierra |
| 5 de octubre    | Tres Valles Varesinos                                          | Arlenis Sierra |

#### Campeonatos nacionales
| Fechas | Carreras | Ganadora |

## Plantillas
Para años anteriores, véase Plantillas del A.R. Monex Women's Pro Cycling Team

### Plantilla 2021
| Integrantes del equipo 2021 | Integrantes del equipo 2021 | Integrantes del equipo 2021                 | Integrantes del equipo 2021 |
| Corredor                    | Fecha de nacimiento         | Equipo previo                               |                             |
| --------------------------- | --------------------------- | ------------------------------------------- | --------------------------- |
| Gaia Benzi                  | 20 de diciembre de 1999     |                                             |                             |
| Emma Faoro                  | 21 de marzo de 2002         |                                             |                             |
| Ariadna Gutiérrez           | 22 de agosto de 1991        | Agolico (2020)                              |                             |
| Maria Jose Vargas           | 15 de febrero de 1996       | Agolico (2020)                              |                             |
| Julieta Lledias Villegas    | 16 de abril de 2001         | Agolico (2020)                              |                             |
| Eider Merino                | 2 de agosto de 1994         | Movistar Team (2020)                        |                             |
| Mariia Miliaeva             | 16 de julio de 2001         | Cogeas-Mettler-Look Pro Cycling Team (2020) |                             |
| Mariya Novolódskaya         | 28 de julio de 1999         | Cogeas-Mettler-Look Pro Cycling Team (2020) |                             |
| Maria Pia Chiatto           | 13 de mayo de 2002          |                                             |                             |
| Katia Ragusa                | 19 de mayo de 1997          | Bepink (2019)                               |                             |
| Andrea Ramírez Fregoso      | 25 de septiembre de 1999    | Agolico (2020)                              |                             |
| Lizbeth Salazar             | 8 de diciembre de 1996      | Swapit Agolico (2018)                       |                             |
| Arlenis Sierra              | 7 de diciembre de 1992      | Centro Mundial de Ciclismo (2016)           |                             |
| Jade Teolis                 | 12 de enero de 2002         |                                             |                             |
| Maria Vittoria Sperotto     | 20 de noviembre de 1996     | Paule-Ka (2020)                             |                             |
|                             |                             |                                             |                             |
| Fuente: ProCyclingStats     |                             |                                             |                             |